# Kirsanowka (obwód woroneski)
Kirsanowka (ros. Кирсановка) – wieś w Rosji, w obwodzie woroneskim, w rejonie gribanowskim. W 2010 liczyła 912 mieszkańców.